# FC Atlas de Bruxelles
FC Atlas de Bruxelles was een Belgische voetbalclub. De club was bij de KBVB aangesloten met stamnummer 9123 en had groen en geel als kleuren. De ploeg speelde zijn thuiswedstrijden in Sint-Jans-Molenbeek.

## Geschiedenis
Atlas Bruxelles sloot zich in 1988 met het stamnummer 9123 aan bij de KBVB. Tijdens zijn bestaan speelde de club altijd in de provinciale reeksen van Brabant. Rond 1993 was het in Brussel de op drie na grootste club. Er speelden hoofdzakelijk Marokkaanse jongeren bij deze club. In 1998 miste de club de promotie naar vierde nationale. De club kwam echter in financiële problemen en hield op te bestaan in 2000 toen ze in de eerste provinciale speelden. Wat overbleef van de club ging verder in een andere club uit Brussel, namelijk Etoile Bruxelles.